# Zenão (oficial do consular)
Zenão (em latim: Zeno; em grego: Ζήνων; romaniz.: Zénon) foi um oficial romano que esteve ativo em 364/380. Pouco se sabe sobre ele, exceto que esteve associado ao consular da Síria Palestina Protásio, talvez como membro de seu pessoal, ou seja, um oficial (em latim: officialis).